# Alfred Ndyenge
Alfred „Alfie“ Ndyenge (* 21. Januar 1983 in Tsumeb, Südwestafrika), bekannt als Black Panther, ist ein ehemaliger namibischer Fußballspieler und ehemaliger Nationalspieler seines Heimatlandes.
Er studierte zwischen 2005 und Dezember 2006 für achtzehn Monate an dem renommierten Chesterfield College in England. Seit 2021 bringt er Sportmode auf den Markt.

## Karriere
Ndyenge begann seine Profi-Karriere beim britischen Fußballverein Alfreton Town FC und später beim FC Chesterfield. Es folgte danach eine kurze Periode bei Bolsover Town und anschließend in Schweden bei Nordvärmland FF. Nach seinem Europa-Aufenthalt in Derbyshire wechselte er zurück in sein Heimatland zu Chief Santos. 2009 ging er zum Civics FC und anschließend im Sommer 2010 zum Sport Klub Windhoek. Am 12. September 2011 unterzeichnete er mit den Ramblers. Nach drei Monaten mit den Ramblers bekam er ein Angebot von Five Star Southern Samity aus Kalkutta und unterschrieb am 9. Januar 2012 einen Vertrag in der Second Division I-League. Er wechselte zum Karriereende 2014 zu den Chief Santos in seiner Heimatstadt.
Ndyenge war 2010 und 2011 Spieler für die namibische Fußballnationalmannschaft und nahm an drei Länderspielen teil.